# David Patiño
David Patiño Oviedo (n. el 6 de septiembre de 1967 en Ciudad de México), es un exfutbolista y entrenador mexicano. 
Actualmente dirige al CD Victoria de la Liga Nacional de Honduras.

## Clubes

### Futbolista
| Club      | País   | Año       |
| --------- | ------ | --------- |
| UNAM      | México | 1985-1993 |
| Monterrey | México | 1993-1998 |
| Pachuca   | México | 1998-1999 |

### Entrenador
| Club               | País       | Año           |
| ------------------ | ---------- | ------------- |
| Morelia A          | México     | Clausura 2007 |
| Morelia            | México     | 2007-2008     |
| Mérida FC          | México     | 2008-2010     |
| Atlante UTN        | México     | Clausura 2011 |
| Toros Neza         | México     | 2011-2012     |
| Veracruz           | México     | Apertura 2012 |
| Pumas Morelos      | México     | Clausura 2013 |
| UNAM Sub-20        | México     | 2013-2016     |
| UNAM               | México     | 2017-2019     |
| Dorados de Sinaloa | México     | 2020          |
| Herediano          | Costa Rica | 2021-2022     |
| T'hó Mayas         | México     | 2022-2023     |
| Victoria           | Honduras   | 2025-Act.     |

## Selección nacional
|                    | PJ | Minutos | Gol | Asistencias | Periodo   |
| ------------------ | -- | ------- | --- | ----------- | --------- |
| Selección mexicana | 27 | ND      | 4   | ND          | 1991-1996 |

### Participación en Copa América
| Edición | Sede    | Resultado  | Partidos | Goles |
| ------- | ------- | ---------- | -------- | ----- |
| 1993    | Ecuador | Subcampeón | 5        | 2     |

### Goles internacionales
| Fecha                | Rival      | Gol | Resultado | Competencia       |
| -------------------- | ---------- | --- | --------- | ----------------- |
| 20 de junio de 1993  | Argentina  |     | 1-1       | Copa América 1993 |
| 27 de junio de 1993  | Perú       |     | 4-2       | Copa América 1993 |
| 6 de octubre de 1993 | Sudáfrica  |     | 4-0       | Amistoso          |
| 18 de mayo de 1996   | Eslovaquia |     | 5-2       | Amistoso          |

## Palmarés

### Futbolista

#### Campeonatos nacionales
| Título                     | Club    | País   | Año           |
| -------------------------- | ------- | ------ | ------------- |
| Primera División de México | UNAM    | México | 1990-1991     |
| Primera División de México | Pachuca | México | Invierno 1999 |

### Campeonatos internacionales
| Título                           | Club      | País   | Año  |
| -------------------------------- | --------- | ------ | ---- |
| Liga de Campeones de la Concacaf | UNAM      | México | 1989 |
| Recopa de la Concacaf            | Monterrey | México | 1993 |